# 市川美加
市川 美加（いちかわ みか、1965年8月30日 - ）は、日本の画家。フランスのサロン・ドートンヌ展では2017年から2024年まで、8年連続で入選をしている。夫は岡山県の実業家である市川周治。

## 経歴
倉敷市児島生まれ。夫である市川周治が創業した不動産会社である株式会社ウェーブハウスの業務全般に関わっていたが、建築関連業務において必要な建物完成予想図（パース）制作のために絵を独学で学んだことをきっかけに、絵画制作をはじめる。なお、作品制作は、株式会社ウェーブハウスの空きスペースを利用したアトリエで行っている。
フランスのサロン・ドートンヌ展では2017年は抽象画部門、2018年は造形部門、2019年は環境アート部門と連続入選をしており、2020年は環境アート部門、シンギュラー・アート部門、絵画部門、造形部門の４部門に同時入選を果たした。2021年は抽象画部門・シンギュラーアート部門・写真部門・環境アート部門・彫刻部門の5部門同時入選に続き、2022年は写真部門・水彩部門・抽象画部門・シンギュラーアート部門・環境アート部門・彫刻部門・デジタルアート部門の7部門8作品同時入選を果たす。以降、2023年、2024年も連続して写真部門・水彩部門・抽象画部門・シンギュラーアート部門・環境アート部門・彫刻部門・デジタルアート部門の7部門8作品同時入選を果たしている。
アーティストとして、画家／芸術家カテゴリーにて芸能プロダクションのサンミュージックグループに所属している。
岡山県瀬戸内市のふるさと納税の返礼品として、作品６点が取り上げられた。その際は、瀬戸内市長に表敬訪問を行った。

## 栄典
- 「サロン・ドートンヌ展」抽象画部門入選－2017年
- 「サロン・ドートンヌ展」造形部門入選－2018年
- 「サロン・ドートンヌ展」環境アート部門入選－2019年
- 「サロン・ドートンヌ展」環境アート部門・シンギュラーアート部門・絵画部門・造形部門入選－2020年
- 「サロン・ドートンヌ展」抽象画部門・シンギュラーアート部門・写真部門・環境アート部門・彫刻部門入選－2021年
- 「サロン・ドートンヌ展」写真部門・水彩部門・抽象画部門・シンギュラーアート部門・環境アート部門・彫刻部門・デジタルアート部門入選－2022年
- 「サロン・ドートンヌ展」写真部門・水彩部門・抽象画部門・シンギュラーアート部門・環境アート部門・彫刻部門・デジタルアート部門入選－2023年
- 「サロン・ドートンヌ展」写真部門・水彩部門・抽象画部門・シンギュラーアート部門・環境アート部門・彫刻部門・デジタルアート部門入選－2024年

## 個展
- 市川美加展－ミカの宇宙－（2019年3月2日～3月8日-銀座・創英ギャラリー）
- 市川美加展（2018年8月7日～8月12日-瀬戸内市立美術館）
- サロン・ドートンヌ2023　特別展示（2024年1月18日～1月21日　パリ・ラ・ヴィレット グランド・ホール）
- サロン・ドートンヌ2024　特別展示（2024年10月23日～10月27日　パリ・シャンゼリゼ大通り）